# 1585 Broadway
1585 Broadway este o clădire din New York City, sediul băncii de investiții Morgan Stanley.